# Emil Keck

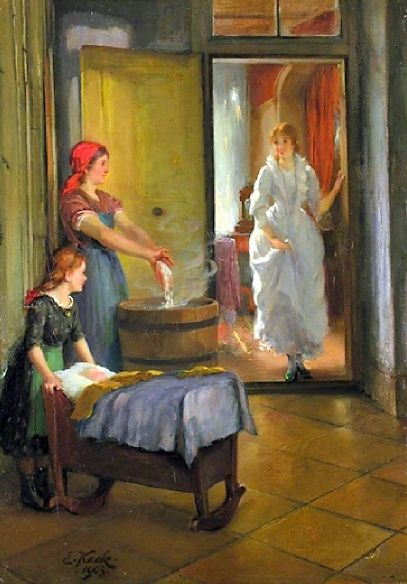
Der Familienzuwachs

Emil Keck (* 2. Mai 1867 in Wildpoldsried; † 1935 in München) war ein deutscher Porträt- und Genremaler sowie Zeichner und Restaurator.
Emil Keck studierte seit dem 26. Oktober 1883 an der Königlichen Akademie der Künste in München in der Antikenklasse bei Gabriel von Hackl, Nikolaus Gysis, Ludwig von Löfftz und Franz Defregger.
Nach dem Studium war er in München als Porträt- und Genremaler tätig. Er porträtierte mehrmals den König Ludwig III. von Bayern. Er zeigte seine Werke im Münchner Glaspalast und auf der Großen Berliner Kunstausstellung.